# NGC 1589
NGC 1589 is een spiraalvormig sterrenstelsel in het sterrenbeeld Stier. Het hemelobject werd op 19 december 1783 ontdekt door de Duits-Britse astronoom William Herschel.

## Synoniemen
- PGC 15342
- UGC 3065
- MCG 0-12-38
- ZWG 393.30